# Барвінко Денис Анатолійович
Денис Анатолійович Барвінко (16 лютого 1994, Дніпропетровськ, Україна — 10 вересня 2021) — український футболіст, захисник.

## Біографія

### Клубна кар'єра
2007—2009 — виступав у дитячо-юнацькій футбольній лізі України за запорізький «Металург». Після цього перейшов в академію харківського «Металіста». 2011 року виступав у ДЮФЛ за «Металіст».
12 серпня 2011 року дебютував у молодіжному чемпіонаті України у виїзному матчі проти київської «Оболоні» (1:0), Барвінко відіграв всю гру. У складі основної команди «Металіста» дебютував у матчі 1/16 фіналу Кубка України проти «Берегвідейка» (0:3), оскільки «Металіст» грав проти аматорської команди напіврезевним складом і головний тренер Мирон Маркевич випустив Дениса в стартовому складі, але на 60 хвилині його замінив Роберт Гегедош. На 44 хвилині Барвінко віддав результативну передачу на Джонатана Крістальдо.
У Прем'єр-лізі України дебютував 1 квітня 2012 року в домашньому матчі проти криворізького «Кривбасу» (1:1), Барвінко почав гру в основі на позиції лівого захисника. На 75 хвилині він віддав гольову передачу на Марлоса. Дебют Барвінка в чемпіонаті України оцінювали позитивно.
В лютому 2015 року був на перегляді у білоруському «Нафтані», однак команді не підійшов. Натомість виступав у аматорському чемпіонаті України за «ВПК-Агро».

### Кар'єра в збірній
У жовтні 2011 року був викликаний Юрієм Морозом у юнацьку збірну України до 19 років на два товариських матчі проти Італії. Наприкінці грудня 2011 року його не викликали в розташування збірної через травму. У квітні 2012 року викликаний на два товариських матчі проти Бельгії.
Останній час працював головним тренером команди «Енергія Придніпровськ». Помер 10 вересня 2021 року, про причини смерті повідомлено не було.

## Досягнення
- Срібний призер чемпіонату України (1): 2012/13